# جیره‌بندی آب در ایران
جیره‌بندی آب با توجه به بحران آب در ایران به یک مسئلهٔ مهم تبدیل شده‌است. 

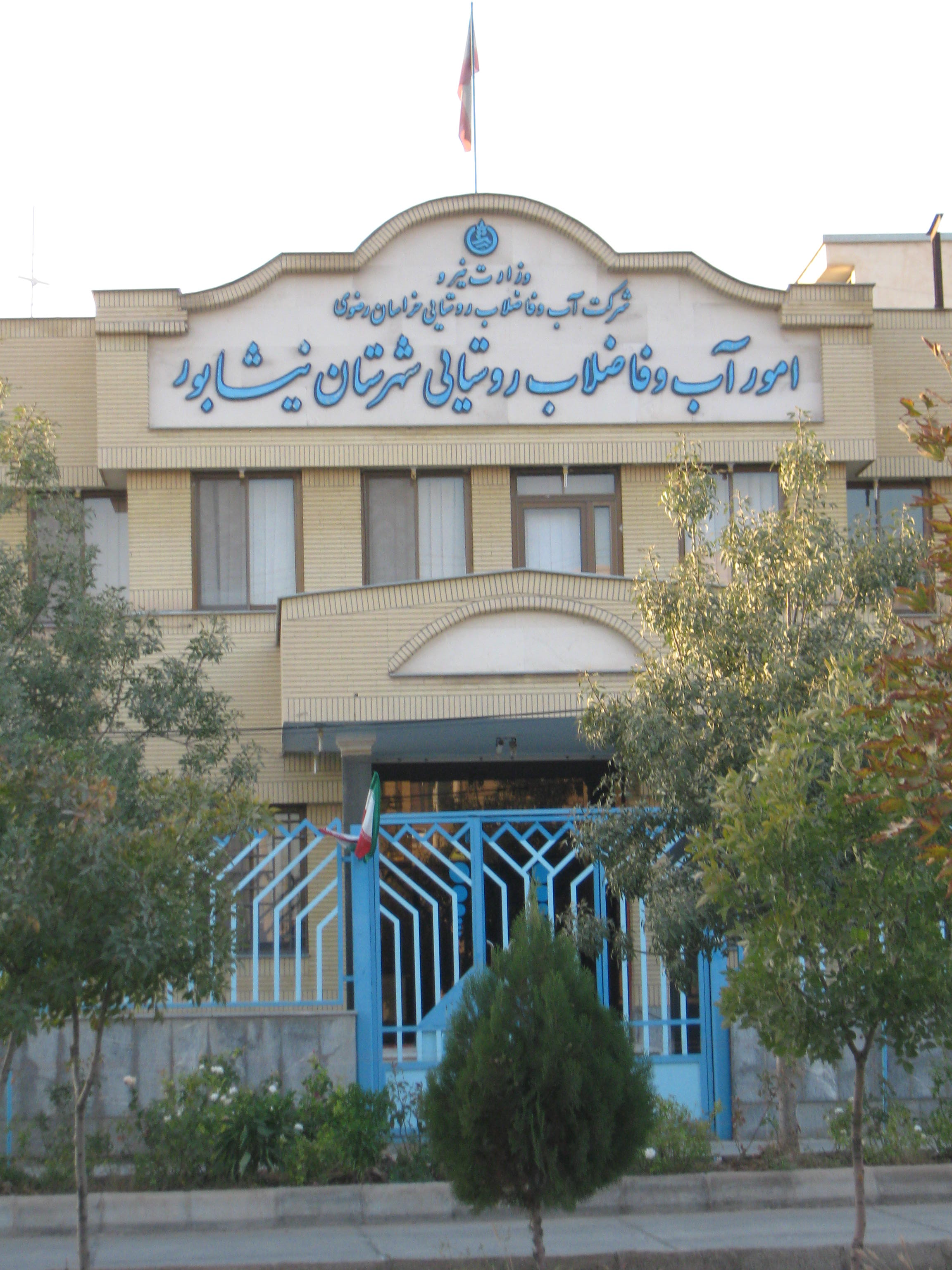

در تابستان سال ۱۳۹۴ آب در چند شهر از جمله نوشهر و بندرعباس، برخی شهرهای استان فارس و همچنین صدها روستا جیره‌بندی شد.
مسئولان همچنین از احتمال جیره‌بندی آب در کلان‌شهرها در آینده نزدیک خبر می‌دهند.